# 小川良成
小川 良成（おがわ よしなり、1966年11月2日 - ）は、日本の元男性プロレスラー。最終所属プロレスリング・ノア。茨城県北相馬郡取手町（現在の取手市）出身、血液型B型。

## 来歴
1984年に全日本プロレスに入門。1985年9月3日、岩手県宮古市の宮古駅前サンプラザ駐車場特設リングの笹崎伸司戦でデビューした。天龍源一郎の付き人を務め、その流れで1987年には天龍同盟入りを果たす。小川も、なかなか体重が増えなかったことと肘の故傷に泣かされ伸び悩んだ時期もあったが、その分テクニックを身につけジュニアヘビー級のレスラーとして活躍した。1990年、天龍源一郎をはじめSWSへ選手が大量離脱した後、団体内の流れが超世代軍と鶴田（正規）軍の抗争中心になった際には、小川はジャンボ鶴田が率いる鶴田軍に加わった（鶴田軍を母体とした聖鬼軍の誕生後は聖鬼軍の一員となる）。

### 三沢のパートナーへ
1998年8月、後楽園ホールでの6人タッグ戦で秋山準に初勝利。ジュニアヘビー級の選手がヘビー級に勝つことは、全日本の試合においてそれまで考えられなかった。折りしも、三沢光晴は当時のパートナーの秋山とのタッグを解消することが決まっており、意中のパートナーがいることを匂わせていたが、それが小川だった。その時期、三沢はジャイアント馬場からマッチメイク権を委譲されており、小川の台頭は「三沢革命」の象徴になる。その年の世界最強タッグ決定リーグ戦にて三沢のパートナーとして本格的に抜擢され、三沢とのユニット「アンタッチャブル（後のWAVE）」を結成。
以降はそのテクニックが際立つようになり、小川は新日本プロレスの獣神サンダー・ライガーと並んで「テクニシャン」と評され、ジュニアの体重ながら老獪なテクニックを駆使してヘビー級の選手とも互角に渡り合う。
1999年8月には、三沢とのタッグで大森隆男＆高山善廣組に勝利し、アジアタッグ王座、さらに初のヘビー級ベルトでもある世界タッグ王座を獲得した。この時、小川は世界ジュニアヘビー級王座、三沢は三冠ヘビー級王座を保持しており、二人で全日本に存在するタイトルを総ナメにした。
2000年、プロレスリング・ノアの旗揚げに参加。2002年4月に秋山を破り、ジュニアウェイトの選手として初めてGHCヘビー級王座（第3代）になった。この時、秋山は「5分以内に片付ける!」と小川を挑発していたが、逆に小川が5分以内に秋山の技を切り返して丸め込み3カウントを奪取。試合後、「約束通り、試合5分で終わらせました！」と勝利者インタビューで語り、喝采を浴びた。秋山戦を含めて丸め込みでの勝利が多かったことからヘビー級王者としての人気は今ひとつであり、ベルトを奪われた外敵の高山との試合で高山に圧倒的な声援が送られる結果であった。なお、小川は三沢のパートナーとしてGHCタッグ王座も2度獲得した。
2003年11月1日の日本武道館大会にて、第6代GHCヘビー級王者の小橋建太（5度目の防衛戦）に挑戦。序盤は小橋の弱点でもある膝を狙った攻撃を徹底し主導権を握るも、鉄柱攻撃による大流血が最後まで響き、敗北を喫した。
2004年4月3日のディファ有明大会にて、初代GHCジュニアヘビー級タッグ王者の丸藤正道&KENTA（5度目の防衛戦）に挑戦した。小川はパートナーの鈴木鼓太郎と王者チームを責めたが、丸藤の雪崩式不知火の前に敗れた。
2005年7月18日の東京ドーム大会にて、かつて付き人を務めていた天龍と「Destiny第一戦シングルマッチ」で対戦が決定した。前哨戦では、小川が天龍に対して椅子を投げるなどの挑発を何度も行い、「天龍源一郎の引退試合って言うのはどうかなと思って。もうね、十分でしょ?」と言葉を吐いた。それに対し天龍は、「あんな態度の悪い奴を付き人にした覚えはないよ。腹立たしい限りだね」と記者越しに返していた。試合は小川が先に天龍の得意技であるWARスペシャルを繰り出したり、顔面蹴りをお見舞いしたりと小川が突っかかったが、体格で勝る天龍が53歳からのラリアットにて勝利した。試合後はグロッギー状態であった小川に天龍が肩を貸し、小川は天龍の肩へもたれかかって花道を後にした。天龍は「可愛い後輩」とも言わんばかりの表情をしていたほか、バックステージのインタビューでも天龍は「俺に対してあいつが足りないのはキャリアだけだ。身体が小さいのにヘビーのベルトを巻いた人間だし、そういうリスペクトも含めて今日は試合をしたつもりだよ」と小川に最大の賛辞を贈った。
2005年1月にタッグ王座から陥落して以降、タイトル戦線には絡んでおらず2007年4月にGHCジュニアヘビー級王座（その設立以降全く関わっていなかった。）への挑戦を表明したが、その後も挑戦は実現していなかった。
ノアの経営面では2001年12月に同社の取締役に就任し、経営の一翼を担ったが、三沢の死去に伴い2009年7月に開かれた同社の臨時株主総会で同社相談役に退いている。
2010年10月、第4回日テレG+杯争奪ジュニアヘビー級タッグ・リーグ戦に鈴木鼓太郎とタッグを組んで参戦。2004年以来のジュニア級公式戦であった。
2011年11月14日、後楽園ホール大会においてバイソン・スミスの大技バイソン・テニエルを受けて頭を強打。試合後も立ち上がることができず担架で運ばれ、病院へと搬送された。翌15日に頚椎捻挫ならびに胸鎖関節損傷と診断され、17日の旭川大会から欠場すると発表された。2012年12月4日に復帰。
ノア旗揚げ以降はヘビー級戦線を主戦場に置いていたが、ザック・セイバーJr.とタッグを組み始めた2013年頃を境にジュニアヘビー級に再び活路を見出すようになる。2020年1月4日、後楽園ホールにおいてGHCジュニア王者のHAYATAを破り、第41代王者となる。同王座が創設されて約18年後の初戴冠であった。
2021年11月28日、HAYATAとのタッグで第47代GHCジュニアタッグ王者となるも、小川の新型コロナウイルス感染により防衛戦出場不能となったことを受け、2022年1月19日付けで王座剥奪となった。20日にはリモートでの取材を受け、コロナウイルス感染という誰でも起こりうることでの王座転落。また、返上ではなく、剥奪という表現となったことへの不満を表明した。
2024年8月13日、頸部の負傷により現役を引退することを発表。小川本人の強い希望により、引退会見やセレモニーなどは行わない。

## タイトル歴
全日本プロレス
- 世界ジュニアヘビー級王座（第14代・第17代・第19代）
- 世界タッグ王座（第39代） - パートナーは三沢光晴。
- アジアタッグ王座（第67代） - パートナーは三沢光晴。
- 新春ジュニアヘビー級バトルロイヤル優勝（1991年、1995年）

プロレスリング・ノア
- GHCヘビー級王座（第3代）
- GHCジュニアヘビー級王座（第41代）
- GHCタッグ王座（第2代・第8代） - パートナーは三沢光晴。
- GHCジュニアヘビー級タッグ王座（第19代・第21代・第33代・第36代・第40代・第42代・第47代・第50代・第55代） - パートナーはザック・セイバーJr.→田中稔→鈴木鼓太郎→HAYATA→クリス・リッジウェイ→Eita。
- GLOBAL Jr. TAG LEAGUE（2019年優勝） - パートナーは鈴木鼓太郎。

DRAGON GATE
- オープン・ザ・トライアングルゲート王座（第79代） - パートナーは吉岡世起＆進祐哉

プロレス大賞
- 技能賞（1996年）

## 得意技
軽量ではあるが、怪我の影響もあり飛んだり跳ねたりといったプロレスを行わない。その代わり、ランカシャースタイルをベースにしたクラシカルな投げ技や、フォール技を多用するファイトスタイルである。
バックドロップ
両腕で相手の胴をクラッチするスタイル。小川のフィニッシュ技としても、バックドロップホールドの次に使用率が高い。2から3連発してフォールに行くときや、コーナーポスト上から雪崩式で決めてからフォールにいく場合が多い。時々試合のゴング前の握手の時や相手がボディーチェックを行っているときにも仕掛けることがある。（もちろんフォールは奪えないが、相手が激高してたたみ掛けてくる。）
バックドロップ・ホールド
片足抱え込み式で使用。片足の腿の裏を片手で抱え込んで投げ、そのまま固めるスタイル。90年代初頭からフィニッシュとして使用している小川の最大の必殺技。ダイナマイト・キッドより直伝してもらったものであると言われていたが、小川本人は「自分で身につけただけだよ」と回答している。
回転片エビ固め
下記同様、ヘビー級進出後の小川を代表するオリジナルの丸め込み技。一瞬の隙をついて決めることができ、相手の首を片腕で抱え首投げの様に投げながらもう片方の腕で相手の片足を抱え込み、相手をマットに倒したと同時に相手の首と片足を抱えたまま相手の上に仰向けに乗りかかり、体重を掛けながらフォールする。この技で田上明、秋山準などのヘビーの強豪からもピンフォールを取っている。また獣神サンダー・ライガーからはこの技でピンフォールを奪い、GHCジュニアヘビー級タッグ王座を奪取している。
4の字ジャックナイフ固め
初公開は、前述の秋山戦初勝利時。上記同様、ヘビー級進出後の小川を代表するオリジナル技で別名はゼブラ・クラッチ。秋山が解説で曰く、『足が組まれているから、足の力で跳ね除けられないので返しにくい』とのこと。ノア移籍後は、上記の回転片エビ固めの方がピンフォール率が高い。
4の字式エビ固め
入りとしては足4の字固めと同じだが、自身が回転している途中で相手を後方回転エビ固めのように上から抑え込みカウントを奪う技。近年は、この技でフォールを奪いに行くことが多い。
目潰し（サミング）
手をかざすようにして相手の視界を一瞬ふさぐ。その隙にチンクラッシャーに移行することが多い。小川の場合は、これに続いて4の字ジャックナイフを仕掛けるパターンもある。
チン・クラッシャー
顎砕き。自分の頭頂部を相手の顎の下に滑り込ませ、同時に相手の頭を両手で固定する。そして膝をつくようにして相手の顎にダメージを与える。ダイナマイト・キッドが全日本で引退する際に許可を貰い、譲り受けた技。目潰しとセットで使われることも多い。
ネックブリーカー
小川が若手時代から愛用している技。試合の中盤から終盤あたりで使用する。スイング式。
足掛け式延髄斬り
若手時代から使用される技。相手に正面から軽く前蹴りを繰り出し、それを相手にキャッチさせてそれを踏み台のようにして繰り出す延髄斬り。繋ぎ技としてもよく使う。
タイガー・ドライバー
いわずとしれた三沢が2代目タイガーマスク時代に編み出した技。小川が三沢とタッグを結成する直前から使用された。ここぞというときの秘密兵器として使用することが多かったが、最近はあまり使用しない。
各種丸め込み技（オガワ・マジック）
主にヘビー級相手に様々なバリエーションのクイック（丸め込み）を使用することがある。代表的なものとして、前述の回転片エビ固めや4の字ジャックナイフ固めの他、スモールパッケージホールド、回転片エビ固め、ヘッドシザースホールド、逆さ押さえ込み、ジャックナイフ式エビ固め、スクール・ボーイなど多岐にわたる。俗に「オガワ・マジック」と総称される。
王座を奪取された秋山曰く、『前哨戦では右回りの丸め込み技で統一してるのに、タイトルマッチの時だけ普段とは逆回転での丸め込みをするので虚をつかれる』とのこと。
腕極め式キャメルクラッチ
V1アームロックを決めながらのキャメルクラッチ。腕攻めのレパートリーとして多用する。
上記の技の他に下記のムーブを見せる。
- リズミカルなパンチ連打
- スタンディングでの胴締め式裸絞め
- コブラツイストをレフェリーのシャツをつかんで脱出する。
- 相手がジャーマンやバックドロップを仕掛ける際、レフェリーを踏み台にして相手の背後に回って攻撃する。
- 相手の顔面をロープにこすりつける。

## エピソード
趣味はビリヤード。ビジュアル系レスラーの元祖と言われるほどの男前で女性にモテるとノア内でも評判であり、プレイボーイとしても有名で、現在も独身である。喋りが得意なほうではないためマイクパフォーマンスはあまり行わないが、上記天龍戦時の様な毒舌コメントを発することもある。また、ノア役員としても雑誌のインタビューなどでは冷静な分析を披露している。
タイツのお尻の部分にいろいろな言葉を入れている。
英語が堪能であり、リチャード・スリンガーなど外国人選手とは非常に仲が良く、かつての後輩で教え子でもある太陽ケアとも友情を深めている。
ダイナマイト・キッドを尊敬している。得意技のチンクラッシャーは元はキッドの持ち技であり、本人に許可を得てレパートリーに加えた。キッドの最初の引退に際しては、胴上げの場面で人目も憚らず涙を流している。
小川は1984年7月初旬に全日本プロレスに入門したが、その入門初日に偶然、三沢と遭遇したという（2000年秋頃に行われたインタビューにて小川が自ら証言。）。当時、三沢は馬場からの密命を受けて二代目タイガーマスクに変身するため極秘裏に武者修行先のメキシコから日本に帰国していた。ちなみに、小川は三沢とのコンビ結成の際のインタビューにおいて、三沢に対して「若手の頃からずっと憧れていた」と尊敬の念を顕にしていた。
現在は若手のコーチ役としても活動しているほか、かつては三沢からマッチメイクを依頼されるなど、ノア役員として重責を担っていた。若手選手の面倒見もよく、興行の観客入場前には若手選手をリングに集め自ら指導しているほか、「目立たないと誰も覚えてくれない」と、若手にガウンやTシャツを着せたりもしている。
デビュー当時は、ボディスラムとキーロック程度しか持ち技がなかった。しかし、その技だけできっちりと先輩レスラー相手に試合を組み立てていた為、当時どのプロレス雑誌も「小川は将来いい選手になる」と断言していた。
佐々木健介とは同年齢の同期にあたる。互いジャパンと全日本の練習生として、地方興行などのランドリーで洗濯班として一緒になることがあり、練習や先輩のことなど愚痴りながら打ち解け合うようになり、互い呼び捨てで接している。
他団体の選手との対戦はあっても、他団体の興行への出場は殆どないが、その数少ない出場の中で2016年3月17日に新宿FACEで開催された「タカタイチ興行復活祭」において、日向小陽とタッグを組み菊タロー&バンビ組と対戦しており、これが小川の唯一のミックスマッチへの出場で、さらに稀なケースとなっている。
2022年6月5日に行われたNOAH・後楽園ホール大会で、自身初の所属外団体のベルト（オープン・ザ・トライアングルゲート王座）を獲得した。
ノア参戦時に小川に指導を受けていたザック・セイバーJr.は『G1 CLIMAX 34』で優勝後にリング上で「小川先輩、プロレス人生お疲れさまでした」と日本語で小川の引退を労った。

## 入場テーマ曲
- 「Never Give Me Up」（小川美由希）（全日本時代）
- 「Scum Of The Earth」（ロブ・ゾンビ）（NOAH移籍後） - 現在使用曲
- 「New Civilization Of Massive Destruction」（LIV）（NOAH、2006年4月より数年間使用）